# 北京安徽会馆
北京安徽会馆，位于北京市西城区后孙公园胡同3号、25号、27号，原是安徽省人士在北京的会馆。安徽会馆戏楼是北京市现存的四座民间大戏楼之一（其他三座是正乙祠戏楼、湖广会馆戏楼、阳平会馆戏楼）。

## 历史
安徽会馆建于清朝同治十年（1871年），由李鸿章、李瀚章等淮军将领集资，利用孙公园（明末清初学者孙承泽的私宅）旧址兴建。安徽会馆是淮军将领和安徽籍达官显贵在北京的活动场所。安徽会馆占地9000多平方米，其中还建有一座戏楼，是清朝末年北京规模最大的会馆建设工程。光绪十五年（1889年）曾失火烧毁，后重建。李鸿章在初建和重建中都为其捐款，并写有《新建北京安徽会馆记》和《重修北京安徽会馆碑记》。戊戌变法时期，安徽会馆是强学会的所在地。2006年被列为第六批全国重点文物保护单位。
安徽会馆是北京作为京剧的发祥地留下的唯一文物建筑。清朝同治、光绪年间，徽班三庆班以及名演员程长庚、刘赶三等人常在此演出，光绪十二年（1886年）三庆班在安徽会馆的演出戏单保留至今。洪昇的《长生殿》曾在此演出，京剧演员谭鑫培也曾在此登台。
1992年起，宣武区人民政府启动安徽会馆腾退修缮工作，但一直进展不大。2009年7月，椿树街道办事处向安徽会馆内的居民承诺每平方米26800元人民币的安置费，但到2010年仅有两户人家迁走。截至2010年，安徽会馆内仍然有3471平方米建筑没有腾退，涉及居民116户。
2013年，安徽会馆的碧玲珑馆、神楼、戏楼修缮完工。此后，椿树街道对这部分建筑进行利用，于2014年对外开放，用于展览及演出，但暂时不对个人开放。安徽会馆是作为政府公益性项目修缮，所以今后也不会开展市场化运作。安徽会馆的其他部分尚未腾退完，仍是民居。安徽会馆周边腾退已列入西城区十二五规划。

## 建筑
据说当年安徽会馆占地面积9000多平方米，共有房屋219间半。清朝光绪年间《京城安徽会馆存册》载，安徽会馆分为中院、东院、西院，中院有五进院落，会馆有三道大门，会馆内有中夹道、西夹道将三个院落分隔，夹道之间的门又将三个院落连为一体。
根据2014年的报道，今25号院属于中院，现在是一座只有一进的大杂院，院内都是各户居民私搭的厨房。25号院有原安徽会馆的正门，门前现存两尊石狮。今27号院属于西院，院内也都是各户居民私搭的厨房及储物间。
截至2014年，获得整修的部分仅是核心区的三处建筑：中院第四进的碧玲珑馆、戏楼以及第三进的神楼。重修后的建筑恢复了原貌。穿过大门前的竹林，可见“北京安徽会馆”、“始建于1868年”的大字。走进大门，可到达碧玲珑馆、神楼、戏楼。
- 碧玲珑馆：位于整修后部分的北侧，已成为“会馆徽韵”馆厅，入口处设有安徽会馆沙盘。馆厅内介绍安徽会馆作为京剧在北京的发祥地之一的历史文物及介绍。[3]
- 神楼：已成为“梨园雅韵”馆厅。馆厅内展出京剧乐器、脸谱、戏衣等等，重要展品有梅葆玖给“椿树杯”题写的墨宝，中华人民共和国文化部颁发的“中国民间文化艺术之乡”牌匾，60位京剧演员一起签名的折扇。墙上设有北京戏楼戏园分布图、名伶故居分布图，并且播放历届“椿树杯”北京市社区京剧票友大赛片段。馆厅内还设有京剧变脸互动体验项目。[3]
- 戏楼：已成为“戏楼曲韵”馆厅。台下放置有标着“北京安徽会馆”的实木桌椅，席间放有不少老照片。[3]